# سرخس برگ‌شمشیری
سرخس برگ شمشیری(نام علمی: Nephrolepis exaltata) نام یک گونه از subkingdom آوندداران است.